# Spa, Verviers
Spa (tiếng Wallon: Spå) là một thành phố và đô thị nằm ở tỉnh Liège, Wallonie, Bỉ. Tên của nó là nguồn gốc của từ Spa. Đô thị này nằm trong một thung lũng ở Ardennes, cách 35 kilômét (22 dặm) về phía đông nam thành phố Liège và cách 45 kilômét (28 dặm) về phía tây nam Aachen. Spa có dân số 10.543 người vào năm 2006, trên khu vực có diện tích 39,85 kilômét vuông (15,39 dặm vuông Anh).
Spa là một trong những điểm du lịch nổi tiếng nhất của Bỉ, nhờ những suối khoáng nổi tiếng nhất của đất nước, và ngành sản xuất nước khoáng "Spa" xuất khẩu trên toàn thế giới. Trường đua Spa-Francorchamps nằm tại Francorchamps lân cận cũng là nơi hàng năm tổ chức Chặng đua GP Bỉ.
Cuộc thi sắc đẹp đầu tiên trên thế giới có tên Concours de Beauté được tổ chức tại Spa vào ngày 19 tháng 9 năm 1888. Ngoài ra, Spa cũng là điểm cuối của chặng 2 của giải Tour de France 2010 vào ngày 5 tháng 7 năm 2010.
Vào năm 2021, Spa trở thành một phần của Di sản thế giới xuyên quốc gia được UNESCO công nhận với tên gọi "Các thị trấn Spa lớn của châu Âu" nhờ các suối khoáng nổi tiếng và bằng chứng kiến trúc cho thấy sự trỗi dậy của văn hóa tắm spa ở châu Âu trong thế kỷ 18 và 19.

## Địa lý và địa chất
Nhiều suối nước khoáng nổi tiếng ở Spa nằm trên một sườn đồi phía nam. Tổng cộng có hơn 300 suối nước khoáng lạnh ở Spa và các vùng phụ cận, được phân thành hai loại: nước khoáng thường và nước sủi bọt tự nhiên. Nước khoáng thường đến từ lượng mưa trên đồng hoang Malchamps gần đó, cách thành phố khoảng 4 kilômét (2,5 dặm) phía tây nam, và được lọc qua các lớp than bùn, thạch anh, phyllit. Ngược lại, nước sủi bọt tự nhiên đến từ lượng mưa có thể có tuổi đời hàng thập kỷ thẩm thấu qua những tảng đá vôi sâu hàng trăm mét dưới lòng đất.

## Lịch sử

### Trước thế kỷ 20

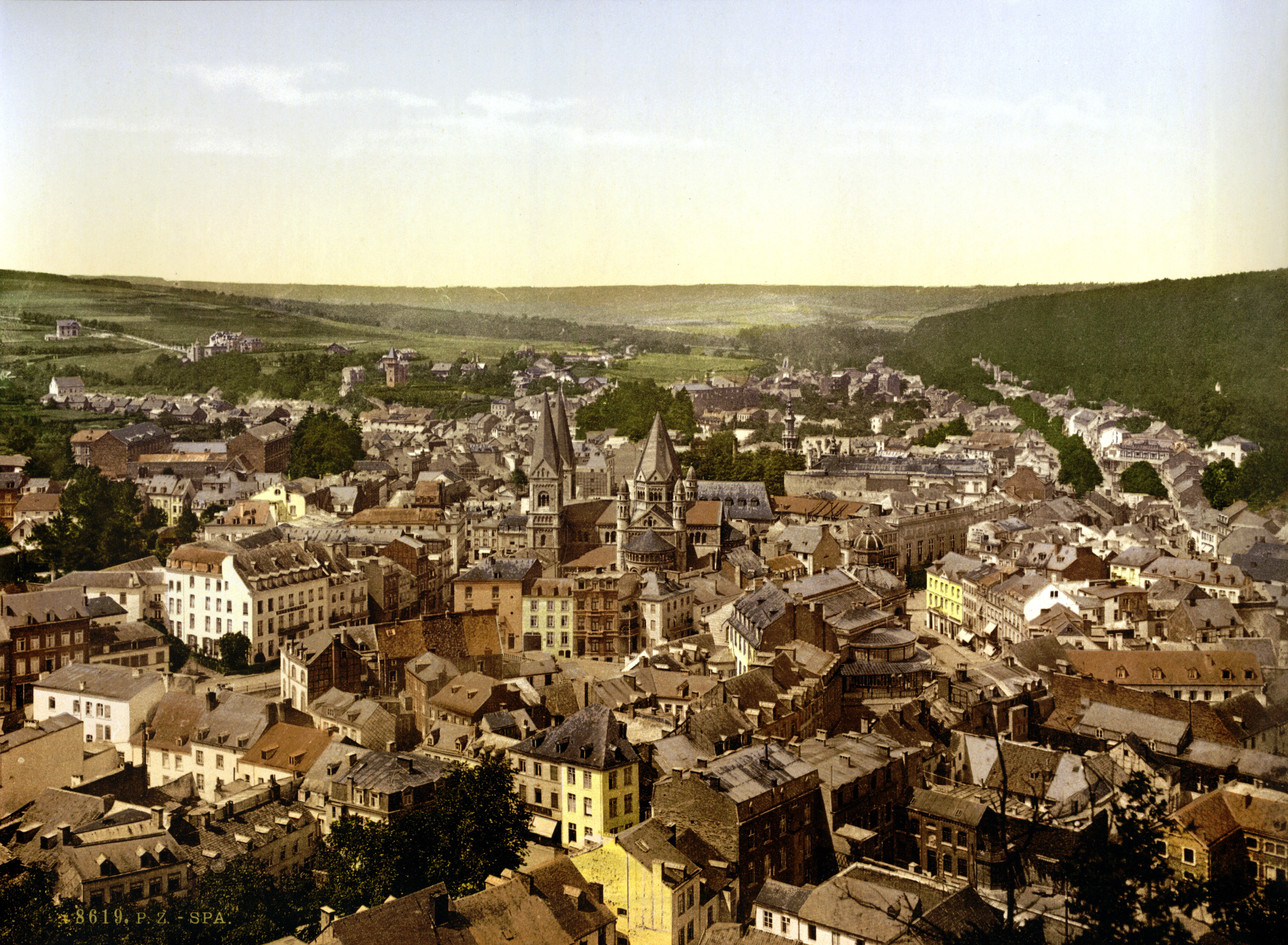
Spa, 1895

Là địa điểm của các suối nước lạnh với các đặc tính được cho là có thể chữa được bệnh tật, Spa đã trở thành địa điểm lui tới thường xuyên kể từ thế kỷ 14. Và cái tên Spa đã được sử dụng để chỉ bất kỳ nơi nào có nguồn nước tự nhiên được cho là có những đặc tính đặc biệt tốt cho sức khỏe, được gọi chung là spa. Các thị trấn spa lớn tại thời điểm đó ở trung tâm sắt thép lâu đời nhất của tỉnh Liège. Và các sắc lệnh cấm các thị trấn spa được ban hành vào khoảng năm 1335 bao gồm hai khu đô thị tập trung cách đó không xa. Trước khi khai thác nước khoáng, ngành công nghiệp thép đã phát triển các đường dây thông tin liên lạc, từ đó đã phát triển thị trấn spa.
Gaius Plinius Secundus đã ghi nhận ở Tungri, xứ Gallia có một nguồn nước nổi tiếng, cái gì đó của nước khiến nước sủi bọt lăn tăn, có vị tanh nồng, tuy nhiên, cảm giác đặc biệt khi uống xong. Nước này làm sạch cơ thể, chữa khỏi những cơn sốt và xua tan bệnh sỏi thận. Năm 1559, Gilbert Lymborh đã viết về những suối nước axit trong rừng Ardennes và chủ yếu là những nơi nằm trong Spa. Nó đã được dịch sang tiếng Latinh , tiếng Ý và tiếng Tây Ban Nha.
Ngay từ năm 1547, Agustino, bác sĩ của vua Anh Henry VIII đã ở lại Spa và giúp truyền đạt kiến thức cho thế giới về giá trị của nước spa. Vào tháng 7 năm 1565, quý tộc của các tỉnh đã gặp nhau ở Spa với lý do chiếm lấy nguồn nước. Tại khách sạn "Aux Armes của Anh", những người có mặt nhất trí phản đối các sắc lệnh của Felipe II hà khắc và không khoan nhượng. Điều này đã dẫn đến Thỏa hiệp của Quý tộc vào năm 1566. Năm 1654, thái tử Charles II đã lưu vong tại Spa, khiến nơi này càng trở nên nổi tiếng hơn. Một hệ thống bưu điện giữa Spa và thế giới bên ngoài đã được thành lập vào năm 1699. Kể từ thế kỷ 18, các sòng bạc đã mọc lên trong thị trấn.

### Thế kỷ 20

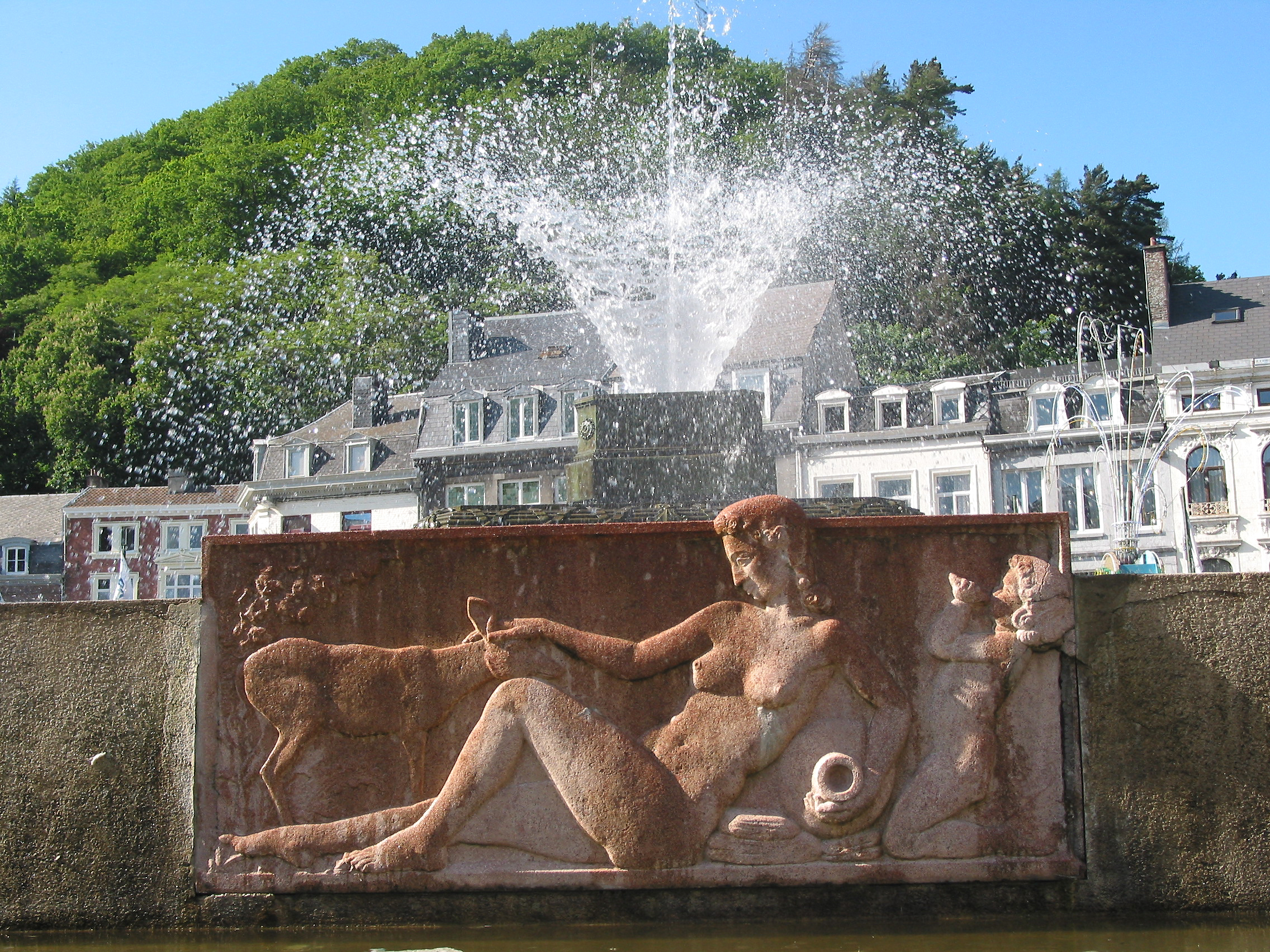
Spa, đài phun nước thành phố

Vào năm 1918, Quân đội Đức đã thành lập trụ sở chỉ huy tại Spa, và từ đó những người đại diện lên đường sang Pháp để gặp thống chế Ferdinand Foch và kêu gọi hòa bình trong các cuộc hội đàm dẫn đến hiệp định Đình chiến ngày 11 tháng 11 năm 1918 kết thúc Chiến tranh thế giới thứ nhất.
Trong khoảng thời gian Chiến tranh thế giới lần thứ nhất, Spa hoạt động như một thị trấn bệnh viện điều dưỡng quan trọng của Đức từ năm 1914 đến năm 1917. Trụ sở chung của Hoàng đế Wilhelm II vào năm 1918 là nơi cuối cùng ông cư trú trước khi thoái vị khi Đức đầu hàng. Vào tháng 7 năm 1920, thị trấn tổ chức Hội nghị Spa 1920, một cuộc họp của Hội đồng Chiến tranh Tối cao. Các đại biểu của Đức đã được mời đến đây để thảo luận về việc bồi thường tổn thất chiến tranh.
Chiến tranh thế giới thứ hai chứng kiến Spa bị chú ý bởi người Đức, nhưng thị trấn may mắn thoát khỏi Trận Ardennes vào năm 1945. Kế hoạch Marshall giúp Bỉ phục hồi một cách nhanh chóng. Vào những thập niên 1950-60, du lịch đại chúng dần phát triển, làm giảm đi sự phụ thuộc của Spa vào khách hàng là giới thượng lưu. Đây cũng là những thập kỷ du lịch xã hội, với sự tham dự của ngày càng nhiều khách hàng Bỉ-Hà Lan và Hà Lan, trong khi những người Walloon "ồ ạt" đến bờ biển Bỉ ở Flander. Du lịch giải trí đã thay thế những suối nước nóng của Spa.
Vào ngày 17 tháng 5 năm 1983, để đánh dấu kỷ niệm 400 năm xuất khẩu nước Spa, vua Baudouin của Bỉ đã đến thăm các cơ sở mới của Spa Monopole SA, Viện Thủy văn Henrijean và cơ sở nhiệt.  Một chuyến tàu đặc biệt từ Brussels đến Spa vào buổi sáng. Sau đó, trực thăng chuyên chở vua Baudouin hạ cánh xuống công viên để thăm thành phố cũng như các cơ sở du lịch spa.
Năm 2005, một trung tâm "thermoludism" mới trên đồi Annette và Lubin với tầm nhìn toàn cảnh ra thành phố. Nó được kết nối trực tiếp bằng đường sắt leo núi đến trung tâm thành phố và một khách sạn sang trọng mới.
Vào năm 2007, đường đua Spa-Francorchamps đã đổi mới hoàn toàn cơ sở hạ tầng của mình để tuân thủ các tiêu chuẩn quốc tế tốt nhất, cho phép tiếp tục tổ chức giải đua xe Công thức 1 hàng năm tại Bỉ, bên cạnh nhiều sự kiện thể thao hàng năm khác.

## Khí hậu
Spa có khí hậu đại dương nhiều hơn lục địa bởi nó cao hơn hoặc gần biển hơn so với các vùng khí hậu khác của Bỉ.  Spa có lượng mưa tương đối cao quanh năm, điều ảnh hưởng khá nhiều tới Trường đua Spa-Francorchamps. Độ cao cũng dẫn đến mùa hè tại đây mát mẻ hơn và mùa đông thường xuyên có sương giá cùng với tuyết rơi. Spa khá mịt mù quanh năm mặc dù trung bình nó có khí hậu khô và nắng hơn so với các địa điểm lân cận Stavelot và Malmedy cũng nằm xung quanh trường đua.

## Quan hệ quốc tế
Spa kết nghĩa với các thành phố, thị trấn:
- La Garde, Var, Pháp
- Cabourg, Pháp
- Eguisheim, Pháp
- Gabicce Mare, Ý
- Bad Homburg, Đức
- Bad Mondorf, Luxembourg
- Jūrmala, Latvia
- Hinterzarten, Đức
- Bad Tölz, Đức
- Terracina, Ý
- Chur, Thụy Sĩ

## Cư dân đáng chú ý
- Georges Krins, một nghệ sĩ vĩ cầm trên RMS Titanic
- Giacomo Meyerbeer, nhà soạn nhạc, đã hoàn thành vở opera Robert le diable của mình tại đây vào năm 1830